# 広州国際体育演芸中心

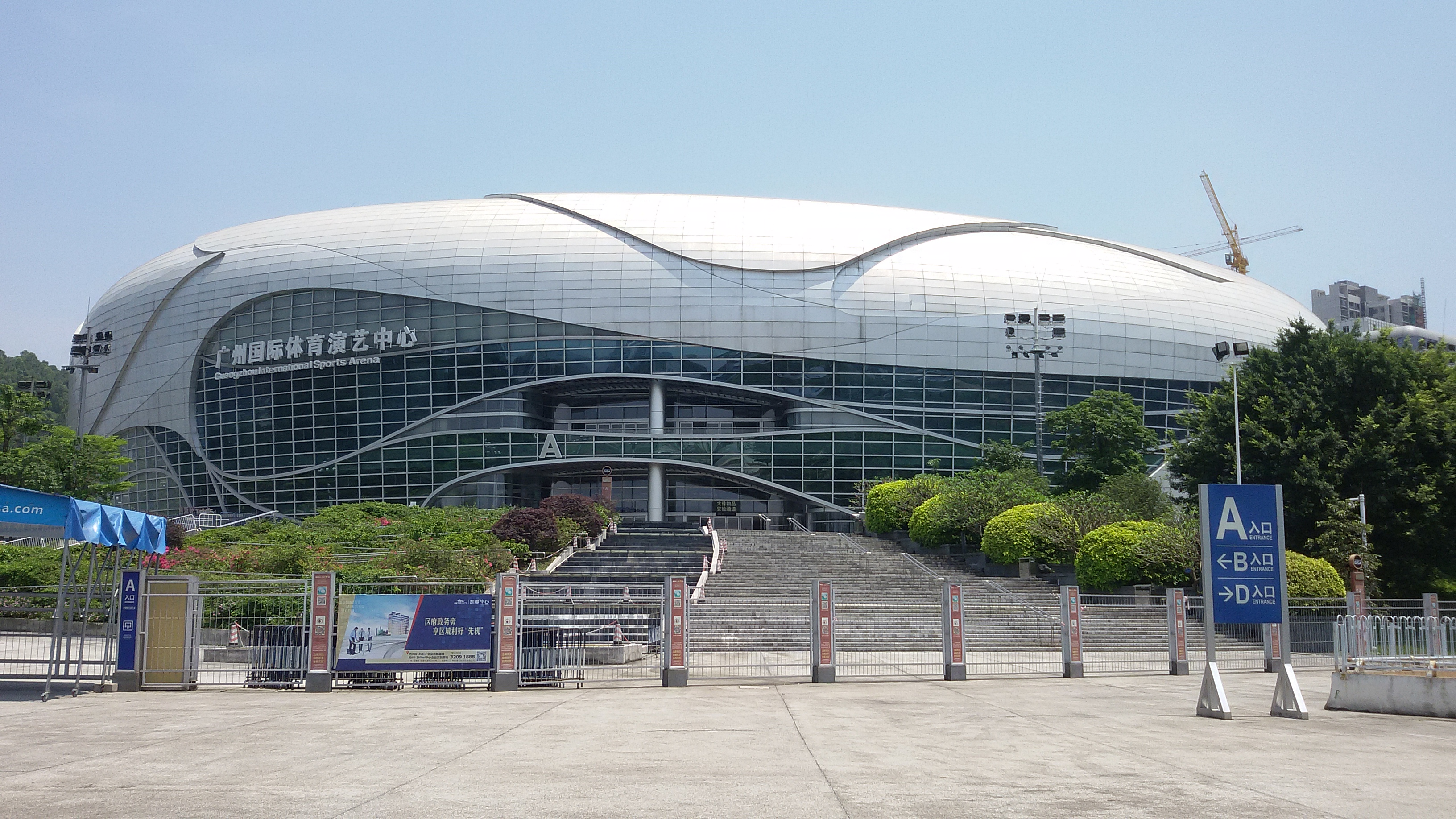
広州国際体育演芸中心

広州国際体育演芸中心（こうしゅうこくさいたいいくえんげいちゅうしん、中: 广州国际体育演艺中心）は中国・広東省広州の黄埔区にある最大18000人収容のアリーナ。
2010年アジア大会に向けて建設され、同年10月16日にはNBAプレシーズンマッチ（ニュージャージー・ネッツVSヒューストン・ロケッツ）であった。
同年のアジア大会ではバスケットボール競技の決勝などが開催。2012年と2013年にはCBAオールスターウィークエンドが開催。その他ディズニー・オン・アイスやコンサートも頻繁に行われている。